# Punta de Cabús
La Punta de Cabús és una muntanya de 456 metres que es troba al municipi de Llardecans, a la comarca catalana del Segrià.